# Długopis, kartka
Długopis, kartka – drugi studyjny album zespołu hip-hopowego THS Klika. Został wydany 21 listopada, 2009 roku nakładem wytwórni Slang Records.
Na albumie znajduje się 18 premierowych utworów, a wśród zaproszonych gości znaleźli się: Sadzyk SKC, Orło ZWB, Baba THS, ZHNN i Praska Księżniczka. Produkcją podkładów muzycznych zajęli się: Mate, Szczur, Piotraz, Norbeats, DJ Bosk, Dos i Fresh/Deklamafia. Materiał był promowany utworami "Studio tatuażu", "Długopis kartka" i "Osiedle nocą", do których powstały teledyski.

## Lista utworów
Opracowano na podstawie źródła.
1. "Intro" (beat: Piotraz, skrecze: DJ Def)
2. "Długopis kartka" (beat: Dos, skrecze: DJ Technik)
3. "Studio tatuażu" (beat: Fresh/Deklamafia)
4. "Gdybym mógł" (gościnnie: Sadzyk Skr, beat: DJ Bosk)
5. "Szkoda chłopaka" (gościnnie: Baba, beat: Dos)
6. "SKIT Uzależnieni od rapu" (muzyka: Joe Kopytko)
7. "Idziemy z rapem" (beat: Dos, skrecz: DJ Def)
8. "Osiedle nocą" (gościnnie: Praska Księżniczka, beat: Mate, skrecze: DJ Def)
9. "Piątek Trzynastego" (beat: Piotraz)
10. "SKIT Onpluged" (muzyka: Joe Kopytko)
11. "Szybki weekend" (beat: Master Bit)
12. "No dawaj chodź..." (gościnnie: Praska Księżniczka, Beat: Szczur)
13. "Życie na przedmieściach" (beat: Szczur)
14. "Biało czerwoni" (gościnnie: Zbylu Zhnn, beat: Norbertas)
15. "Jedna chwila" (gościnnie: Orło Zwb, beat: Szczur)
16. "Co piszczy w trawie" (beat: Szczur)
17. "Zmarnowane talenty" (beat: DJ Bosk)
18. "Outro" (beat: DJ Bosk)